# Marius Caspersen Falla
Marius Caspersen Falla (* 13. August 1990) ist ein ehemaliger norwegischer Skilangläufer.

## Werdegang
Falla gab im Februar 2010 in Lygna sein Debüt im Scandinavian Cup, bei dem er im Sprint Rang 120 belegte. Seine erste Punkteplatzierung erreichte er im Dezember 2012 mit Platz 23 beim Sprint in Sjusjøen. Im Februar 2013 platzierte sich Falla als 16. des Sprints in Jõulumäe erstmals unter den besten zwanzig. Dies war zugleich seine beste Platzierung im Scandinavian Cup. Bei den Rollerski-Weltmeisterschaften 2015 im Fleimstal gewann Falla an der Seite von Ragnar Bragvin Andresen den Weltmeistertitel im Teamsprint.

## Persönliches
Falla ist der Zwillingsbruder von Maiken Caspersen Falla, die ebenfalls Skilangläuferin ist.